# 梁彥宗
梁彥宗（英語：Chris Leung Yin Chung，1990年11月12日—），香港男主持，主力拍攝旅遊節目，曾為無綫電視基本藝人合約藝員。

## 簡歷
梁彥宗是家中獨子，唸幼稚園期間曾希望成為甜品師，但從小被母親引導長大後要成為專業人士。他曾就讀循道學校，2007年畢業於拔萃男書院（中五），而胡鴻鈞為其同學。他是會考八優狀元，卻沒參加大學拔尖便轉讀李寶椿聯合世界書院就讀兩年國際文憑大學預科課程（IB）課程，及後在2009年更成功考入美國普林斯頓大學，主修生態及進化生物學。2013年，他應徵獲譽為「絕世筍工」的澳洲旅遊局昆士蘭國家公園巡護員，入圍至最後三強，惟最終落選。其後，他亦加入了無綫電視，主要拍攝J2頻道的旅遊節目。
2017年，梁彥宗取得數碼港投資創業基金，跟兩位友人一同創立網上預訂平台「Turtobook 潛烏龜」，主要透過集運形式提供網上潛水自由行預訂服務，並在政府資訊科技總監辦公室策劃的《2019香港資訊及通訊科技獎》頒獎典禮中，獲得「智慧出行（智慧旅遊）銅獎」。2021年1月7日，他透過社交網站公佈與無綫電視的合約經已屆滿，並選擇回復自由身。

## 演出作品

### 主持節目
| 首播     | 節目名           | 備註                                                  |
| 無綫電視 |                  |                                                       |
| 2013年   | 激Fun新西兰      | 與彭慧中及馮允謙合作                                  |
| 2014年   | 3日2夜           | 第一輯：第21、22、31 - 34、39 - 42、51、52、57 - 60集 |
| 2016年   | 街坊導賞團       | 第8集（馬鞍山）                                       |
| 2016年   | 有種品味叫米蘭   | 與張曦雯及陳貝兒合作                                  |
| 2016年   | 天與地           | 喜馬拉雅山篇                                          |
| 2016年   | 50日背遊中美     | 個人背包旅遊節目                                      |
| 2017年   | 背遊中亞         | 個人背包旅遊節目                                      |
| 2018年   | 背遊摩洛哥       | 個人背包旅遊節目                                      |
| 2019年   | 背遊南美的北邊   | 個人背包旅遊節目                                      |
| ViuTV    |                  |                                                       |
| 2021年   | 夕陽新丁         | 第1、3、15集                                          |
| 2022年   | 放浪加勒比       |                                                       |
| 2023年   | 放浪美利堅       | 兼任監製                                              |
| 2024年   | 在絕版前放浪一次 | 與練美娟合作                                          |

### 綜藝節目
| 首播            | 節目名                | 備註               |
| 港台電視31、31A |                       |                    |
| 2014年          | 視點31                | 第7集嘉賓          |
| 無綫電視        |                       |                    |
| 2013年          | 今日VIP               | 8月20日嘉賓        |
| 2013年          | 激優一族              | 9月21日第228集嘉賓 |
| 2015年          | 兄弟幫                | 第1325、1326集嘉賓 |
| 2016年          | 兄弟幫                | 第1722、1723集嘉賓 |
| 2016年          | 萬千星輝賀台慶2016    | 演出               |
| 2017年          | Ben Sir研究院         | 演出第1集          |
| 2017年          | 瘋狂夏水禮2017        | 演出第1、2集       |
| 2017年          | 遊一帶看一路          | 10月8日嘉賓        |
| 2018年          | 流行都市              | 演出「旅遊」部份   |
| 2018年          | 一帶一路一狀元        | 第2集嘉賓          |
| 2020年          | 天天開運王            | 第12集嘉賓         |
| 2021年          | Think Big天地         | 1月25日嘉賓        |
| ViuTV           |                       |                    |
| 2021年          | 囝囝女女730           | 第166集嘉賓        |
| TVB8            |                       |                    |
| 2017年          | 香港可以這樣玩 攻略篇 | 第3集嘉賓          |

### 電視劇
| 首播     | 劇名                     | 角色                       |
| 無綫電視 |                          |                            |
| 2017年   | 使徒行者2                | 劉良仇家（第8集）          |
| 2018年   | 兄弟                     | 夏天行（少年）（第1、4集） |
| 2020年   | 大步走（myTV Gold 首播） | 曾念孝                     |

### 電台節目
| 日期                     | 節目名                   | 備註     |
| Radio 4EB                |                          |          |
| 2013年6月15日            | 榴槤俱樂部               | 嘉賓     |
| 香港電台第二台           |                          |          |
| 2016年10月26日           | Made in Hong Kong 李志剛 | 嘉賓     |
| 2017年4月26日            | Gimme 5                  | 嘉賓     |
| 2019年10月3日            | 瘋show快活人             | 嘉賓主持 |
| 香港電台第一台           |                          |          |
| 2017年5月7、14、21、28日 | 萬千寵愛                 | 嘉賓     |

### 廣告
| 年份   | 產品                                                                                   |
| 2014年 | 豐隆保險「豐隆工作假期保險」                                                           |
| 2014年 | Huawei「HUAWEI TalkBand B1 之 Running Bloggers 網上紅人大激鬥 - 梁彥宗 Chris Leung」   |
| 2016年 | JcoNAT「JcoNAT 醒你健康小 Tips - 旅行篇：旅遊達人 Chris」                              |
| 2016年 | 亞洲萬里通「旅遊王 - 去澳門都有里數儲！」                                              |
| 2016年 | 又飛啦！flyagain.la 旅遊資訊網站「梁彥宗（Chris Leung）出走倫敦之特務考核」            |
| 2017年 | 新加坡航空「世界又飛啦：坎培拉之旅（第一集）歎特選經濟艙 + 坎培拉初體驗」              |
| 2017年 | 新加坡航空「世界又飛啦：坎培拉之旅（第二集）坐熱氣球睇日出 + 地道啤酒 Local Tour」     |
| 2017年 | 新加坡航空「世界又飛啦：坎培拉之旅（第三集）歎全澳洲最出名煙肉 + 掘黑松露 + 品味咖啡」 |
| 2017年 | 新加坡航空「世界又飛啦：新南威爾士之旅（第一集）親手開悉尼生蠔 + 坐海上飛機」          |
| 2017年 | 新加坡航空「世界又飛啦：新南威爾士之旅（第二集）潛入海底世界 + 露營體驗」              |
| 2017年 | 新加坡航空「世界又飛啦：新南威爾士之旅（第三集）大擦海鮮 + 歎靚酒店 + 罕靚海灘」       |
| 2017年 | 又飛啦！flyagain.la 旅遊資訊網站「旅遊達人梁彥宗深度旅遊城市推介」                     |
| 2018年 | 香港國際機場「飛常任務 - 未來發展篇」                                                  |
| 2018年 | 香港國際機場「飛常任務 - 機場貨運篇」                                                  |
| 2018年 | 香港國際機場「飛常任務 - 交通網絡篇」                                                  |
| 2018年 | 香港國際機場「飛常任務 - 行李篇」                                                      |
| 2018年 | 香港國際機場「飛常任務 - 旅客篇」                                                      |
| 2018年 | 香港國際機場「飛常任務 - My Flight 篇」                                                |
| 2018年 | 香港國際機場「飛常任務 - 停機坪篇」                                                    |
| 2018年 | 香港國際機場「飛常任務 - 跑道維修篇」                                                  |
| 2018年 | 香港國際機場「飛常任務 - 娛樂購物篇」                                                  |
| 2018年 | 香港國際機場「飛常任務 - 服務設施篇」                                                  |
| 2018年 | 上有高堂「子親旅遊·從日本中部出發 - 旅遊達人梁彥宗與父母的名古屋之旅 DAY 0-1」         |
| 2018年 | 上有高堂「子親旅遊·從日本中部出發 - 旅遊達人梁彥宗與父母的名古屋之旅 DAY 2-3」         |
| 2021年 | NONIO「無口氣牙膏 - 三步擊退口臭」                                                     |

## 書籍

### 遊記
- 2019年7月17日：《就這樣，背遊地球。》（蜂鳥出版、ISBN 978-988-79922-0-2）

## 曾獲獎項與提名
| 年份   | 獎項                                                                                                | 結果 |
| 2017年 | TVB 馬來西亞星光薈萃頒獎典禮2017「最喜愛 TVB 節目主持」（與朱智賢、陳婉衡、麥美恩、黃德斌及謝東閔） | 提名 |
| 2018年 | 2018香港電視大獎「節目主持人獎」                                                                    | 提名 |

## 外部連結
- 梁彥宗 Chris Leung的Facebook專頁
- 梁彥宗的Instagram帳戶
- Chris Leung - YouTube